# آيت همو (إذا أكوان)
آيت همو هو دُوَّار يقع بجماعة سيدي بوسحاب، إقليم شتوكة آيت باها، جهة سوس ماسة في المملكة المغربية. ينتمي الدوّار لمشيخة إذا أكوان التي تضم 38 دوار. يقدر عدد سكانه بـ 101 نسمة حسب الإحصاء الرسمي للسكان والسكنى لسنة 2004.

## وصلات خارجية
- البوابة الوطنية للجماعات الترابية
- المندوبية السامية للتخطيط